# Летающий лекарь (пьеса)
«Лета́ющий ле́карь» (фр. Le Médecin volant) — театральная комедия Мольера, написанная в 1645 году. Состоит из 16 сцен и насчитывает 7 персонажей. На создание комедии Мольера вдохновила итальянская пьеса «Il medico volante».

## Действующие лица
- Валер, возлюбленный Люсиль.
- Сабина, двоюродная сестра Люсиль, зачинательница главной интриги пьесы.
- Сганарель, слуга Валера, главный персонаж.
- Горжибюс, старый аристократ, отец Люсиль.
- Гро-Рене, слуга Горжибюса.
- Люсиль, дочь Горжибюса, сватаемая за Вильбрекена.
- Адвокат.